# Jess Weiss
Jess Weiss (The Bronx, geboortedatum onbekend - Fort Lauderdale, 28 juni 2007) was een Amerikaanse anesthesioloog en arts. 
Weiss was het bekendst voor zijn herontwerp van de vorm van de epidurale naald, door het toevoegen van een T-vormige set vleugels. Hierdoor konden anesthesisten en artsen de naald gemakkelijker op de goede plek in de rug van de patiënt steken.